# Charles Avery Dunning
Pour les articles homonymes, voir Charles Avery et Avery.
Charles Avery Dunning (né le 31 juillet 1885 à Croft, Leicestershire en Angleterre et décédé le 2 octobre 1958 à Montréal, Québec à l'âge de 73 ans) était un homme politique canadien. Il a été premier ministre de la Saskatchewan du 5 avril 1922 au 26 février 1926, ainsi que ministre des Finances au sein du Cabinet du Canada.